# Ребетико
Ребетика (гр. ρεμπέτικο, ρεμπέτικα) е музиката на гръцкия ъндърграунд. Тя се налага като стил в първите години на 20 век. Изпълнява се основно с три инструмента – бузуки и неговите два по-малки братя – цура и баглама. Освен тях се използват и дайре, акордеон, китара, цимбал.

## История
През 1919 г. гръцката армия окупира Турция, подстрекавана от лагера на победителите от Първа световна война (Великобритания, Франция, Италия). По това време, Отоманската империя е в колапс, а Великите сили гладни за нови територии. Те оставят в гърците убеждението, че ако завладеят брега на Мала Азия, могат да очакват тяхната подкрепа. Всъщност използват гърците, за да спрат Италия да завладее Мала Азия. Всичко протича добре – гръцката армия превзема Смирна и крайбрежието, но неочаквано се случат две други важни неща. Гръцката армия решава да продължи към вътрешността и да завземе и Анкара, докато по същото време Франция се измъква от споразумението. Това кара и другите сили да изтеглят подкрепата си, за да не започне нова световна война. Гръцката армия отстъпва пред турската, водена от Кемал Ататюрк. Докато се изтеглят, към тях се присъединяват и други гърци, живеещи в градовете и селата през които минават, за да не останат в родните си места, когато турската армия влезе, страхувайки се от отмъщение. Хиляди загиват, а Смирна е изгорена. През 1922 г. в Гърция има 2 милиона бежанци – гърци, които никога дотогава не са живели в Гърция. Тези хора, произлизат от средната класа и в Турция са имали работа и домове. В чужда Гърция, където де факто не са желани, стават ъндърграунд. Ребетика е музиката на тези бежанци. Стиховете отразяват техния живот – бедността, болката, наркотиците, затворите, подтисничеството. По време на диктатурата на Метаксас (1936 – 1940) тази музика е забранена и който е свирил на бузуки е преследван от полицията. Разцветът на този стил трае до 50-те години.

## Разновидности
Повечето песни ребетика се танцуват. Почти половината от тях са зейбекико, а другите са хасапико (гр.χασάπης – месар). Зейбекико се танцува от един човек. Не е прието жените да го танцуват. Танцуващият зейбекико гледа към земята, лицето му е мрачно, а ръцете прибрани към тялото. Хасапико се танцува от двама или трима. Жените също могат да танцуват. И двата танца водят началото си от Турция.

## Композитори и изпълнители
- Маркос Вамвакарис се счита за баща на този стил. Той създава едни от най-запомнящите се песни, а гласът му е впечятляващ. Роден е в Ано Сиро на о.Сирос, по времето когато той е бил морската столица на Гърция. Днес неговият дом там е музей.
- Василис Цицанис се смята за най-добрия композитор на ребетико. Написал е повече от 2000 песни.
- Янис Папайоану
- Стратос Паюмтзис
- Анестис Делиас
- Баядерас
- Геницарис
- Карипис
- Рукунас
- Стелакис Перпиниадис
- Рита Абадзи
- Роза Ескенази
- Сотирия Белу
- Марика Нину
- Лукас Даларас (неговия син Йоргос Даларас, е един от „реабилитаторите“ на ребетико през 70-те години

и др.